# Železniško postajališče Batuje
Železniško postajališče Batuje je eno izmed železniških postajališč v Sloveniji, ki oskrbuje bližnje naselje Batuje.